# 1984 en animation asiatique
Voir aussi: 1984 au cinéma - 1984 à la télévision
1983 en animation asiatique - 1984 en animation asiatique - 1985 en animation asiatique

## Principales diffusions au Japon

### Films
- 11 février : Lamu : Un rêve sans fin
- 11 février : Wata no kuni hoshi (en)
- 10 mars : Shōnen Kenya
- 11 mars : Nausicaä de la Vallée du Vent
- 17 mars : Doraemon: Nobita no makai daibōken
- 14 avril : Luke l'Invincible
- 7 juillet : Lensman (en)
- 7 juillet : Macross, le film
- 19 août : Daishizen no majū Bagi (en)
- 22 décembre : Dr. Slump : Hoyoyo! The Secret Treasure of Nanaba Castle

### OVA
- 21 août : Birth (en)
- 11 août : Cream Lemon (16 épisodes)
- 28 octobre : Ginga Hyōryū Vifam: Kachua kara no tayori (en)
- 21 décembre : Ginga Hyōryū Vifam: Atsumatta 13-nin (en)

### Séries télévisées
- 8 janvier : Cathy la petite fermière (49 épisodes)
- 3 février : Chō kōsoku Galvion (en) (22 épisodes)
- 4 février : Juusenki L-gaim (en) (54 épisodes)
- 3 mars : Crocus (50 épisodes)
- 3 mars : Lupin the 3rd Part III (50 épisodes)
- 18 mars : Gu-Gu Ganmo (en) (50 épisodes)
- 5 avril : Giant Gorg (en) (26 épisodes)
- 9 avril : Laura ou la Passion du théâtre (23 épisodes)
- 13 avril : Jeanne et Serge (58 épisodes)
- 15 avril : God Mazinger (en) (23 épisodes)
- 15 avril : Southern Cross (23 épisodes)
- 7 juillet : Les Koalous (en) (26 épisodes)
- 6 juillet : Vanessa ou la magie des rêves (48 épisodes)
- 18 septembre : Le 101, ouest, avenue des Pins
- 4 octobre : Les Aventures du Petit Koala (en) (26 épisodes)
- 5 octobre : Kikou kai Galient (en) (25 épisodes)
- 6 octobre : Galactic Patrol Lensman (en) (25 épisodes)
- 6 octobre : Ashita tenki ni nāre (ja) (47 épisodes)
- 7 octobre : Sei juushi Bismarck (en) (51 épisodes)
- 11 octobre : Ken le Survivant (109 épisodes)
- 6 novembre : Sherlock Holmes (26 épisodes)